# Murchisonfjorden
Murchisonfjorden is een fjord van het eiland Nordaustlandet, dat deel uitmaakt van de Noorse eilandengroep Spitsbergen.
Het fjord is vernoemd naar Roderick Murchison.

## Geografie
Het fjord ligt in het uiterste westen van het eiland en in het westen van Gustav-V-land. Het heeft steile kusten en talrijke eilanden.
In het westen komt het fjord uit op Straat Hinlopen. Ten noorden van het fjord ligt het schiereiland Storsteinhalvøya.
Meer dan 30 kilometer naar het zuidoosten ligt het fjord Wahlenbergfjorden en ongeveer 20 kilometer naar het noorden het Lady Franklinfjorden.